# Mercy (The Walking Dead)
«Piedad» —título original en inglés: «Mercy»— es el primer episodio de la octava temporada y 100º episodio en general de la serie de televisión posapocalíptica, horror The Walking Dead , que salió al aire en el canal AMC el 22 de octubre de 2017. Fox hizo lo propio en España e Hispanoamérica el día siguiente, respectivamente, el episodio fue escrito por Scott M. Gimple y dirigido por Greg Nicotero.
Este episodio se centra en el ataque al santuario, que involucra a las comunidades aliadas las cuales son: La zona segura de Alexandría, La colonia Hilltop y el Reino, contra el santuario, iniciando así el arco de la historia "All Out War". También presenta al personaje Siddiq, retratado por Avi Nash, quien juega un papel importante en los próximos arcos de la historia en los cómics.

## Argumento
La Milicia, una coalición de personas de la zona segura de Alexandría, la colonia Hilltop y el Reino, se preparan para la guerra en una alianza para luchar contra los salvadores. Rick (Andrew Lincoln), Maggie (Lauren Cohan) y el Rey Ezekiel (Khary Payton) lideran a las comunidades respectivas en un asalto al Santuario. Mientras tanto, Carol (Melissa McBride), Morgan (Lennie James), Tara (Alanna Masterson) y Daryl (Norman Reedus) conducen una gran horda de caminantes hacia el Santuario a través de distracciones controladas.
Después de acabar con los relevantes puestos de avanzada y algunos lugartenientes principales, el convoy de Rick llega al Santuario y simultáneamente disparan al aire en señal de advertencia. Negan (Jeffrey Dean Morgan) sale con sus lugartenientes— Dwight (Austin Amelio), Simon (Steven Ogg), Gavin (Jayson Warner Smith), Regina (Traci Dinwiddie) y Eugene (Josh McDermitt). Después de ser burlado por Negan, Rick les dice a los tenientes principales que les permitirá vivir si se rinden, pero le recuerda a Negan que lo matará. Después de que ninguno de los tenientes acepta la oferta de Rick, Negan le dice a Rick que carece de los números para ganar una pelea contra los Salvadores y le instruye a Gregory (Xander Berkeley), el líder de La Colonia Hilltop, para convencer a su comunidad de rendirse. Posteriormente, Gregory sale y afirma que la colonia Hilltop se encuentra con Negan, y el castigo a cualquier residente de Hilltop por luchar contra el Santuario es el destierro de los delincuentes y sus familias. Jesús (Tom Payne), hablando por todos los soldados de Hilltop, grita que Hilltop "esta con Maggie", refutando el poder de Gregory. Enfurecido, Simon, después de decidir que ya no es útil, empuja agresivamente a Gregory por unas escaleras.
En el camino, una caravana de salvadores atraídos por los sonidos de las explosiones se dirigen al lugar de los hechos y activan involuntariamente un cable de conexión con detonante y se ocasiona una explosión, que se escucha en el Santuario. Rick les dice a los lugartenientes de Negan que se decidan, pero no responden. Rick comienza una cuenta regresiva, pero termina temprano, disparando a las paredes y ventanas del Santuario, creando ruido para atraer a los caminantes entrantes. Negan sale corriendo mientras sus lugartenientes corren adentro para cubrirse. En medio del caos, los combatientes de Rick continúan rociando balas en el Santuario, pero eventualmente se retiran a sus autos para evacuarlos. Con las señales enviadas por el grupo de Carol, el Padre Gabriel (Seth Gilliam) posiciona su RV, equipada con explosivos, frente a la cerca del Santuario y sale mientras continúa avanzando lentamente. Rick usa un abridor de puerta de garaje para detonar los explosivos, logrando romper la compuerta.
Cojeando, Negan, quien no llega a la puerta junto con sus lugartenientes, se cubre detrás de una hoja de metal mientras Rick, con la intención de matar a Negan, continúa disparándole, pero Gabriel le pide a Rick que evacúe también, recordándole el plan. Antes de irse, Rick usa una cámara instantánea para tomar una foto de Negan en la escena. Cuando la manada se acerca al Santuario, Gabriel ve a un Gregory herido y obligado a ayudar, lo lleva a refugiarse. Gregory entra en pánico y despega, manejando en el auto. Gabriel debía irse. Sin otra salida y rodeado de caminantes, Gabriel encuentra refugio en un tráiler, pero se revela que Negan también está allí oculto.
Rick y Carl (Chandler Riggs) están buscando el gas cuando se encuentran con Siddiq (Avi Nash), un hombre de origen oriental, vagabundeando y pidiendo comida. Carl trata de acercarse a él con cuidado, pero Rick dispara al aire en señal de advertencia, asustándolo. Carl regaña a Rick, pero Rick insiste en que el hombre podría haber sido un espía de Negan. Carl luego regresa solo y le deja comida a Siddiq, mientras que Siddiq lo observa desde los arbustos cercanos.
Rick, solo, llorando contra un árbol en un bosque a la luz refractada a través de una pieza de vidriera, murmurando "Mi Piedad prevalece ante mi Ira". 
Rick llora frente a dos tumbas en la cima de la colina. Finalmente, Rick, un hombre mayor, canoso y barbudo, se despierta en una cama y, con un bastón, camina hacia la sala de estar y saluda a Carl, Michonne (Danai Gurira) y una Judith más grande, que lo lleva afuera a una Alexandría vigorizada que se prepara para un festival.

## Producción

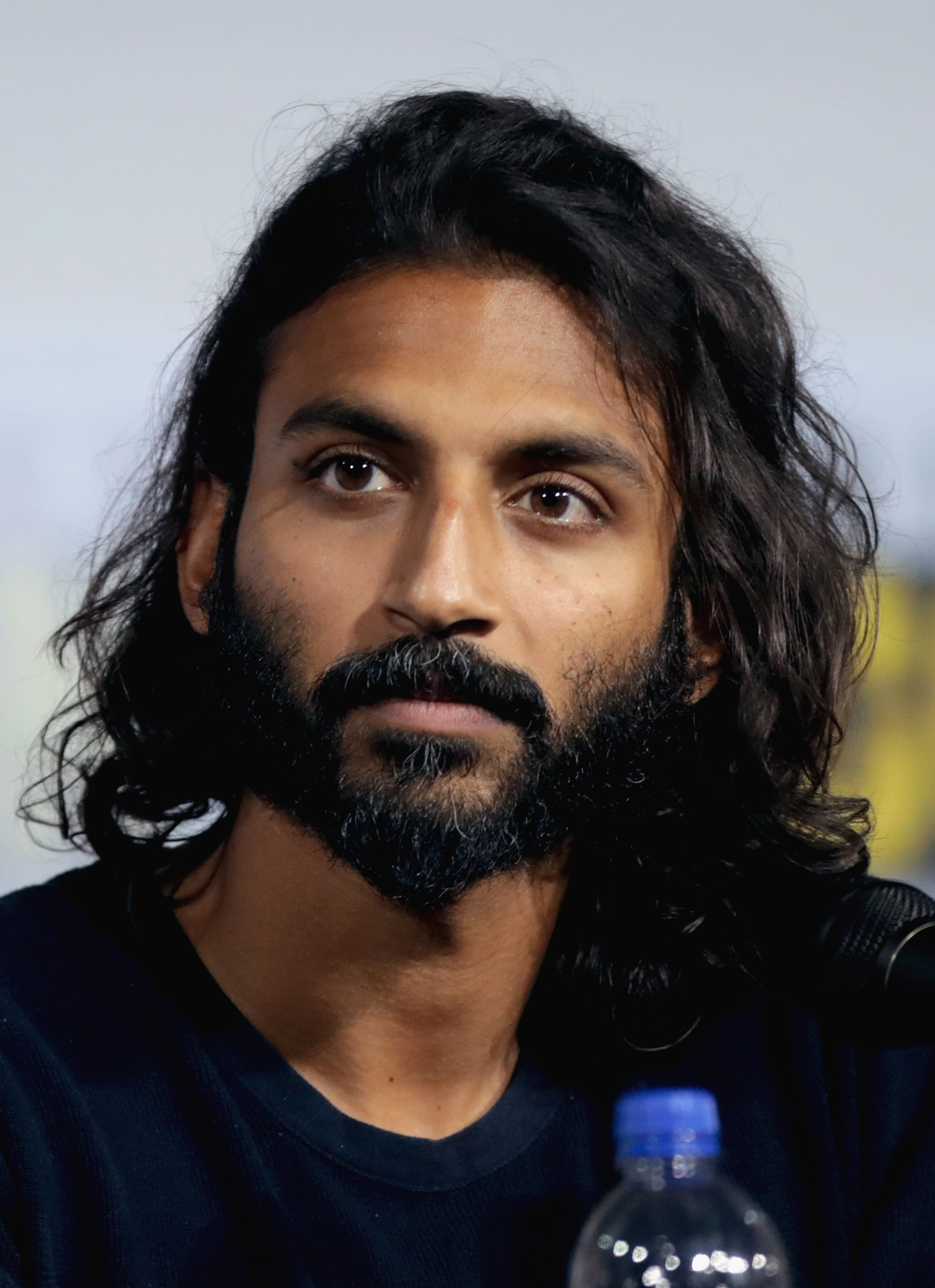
Avi Nash hizo su primera aparición como Siddiq en el episodio estreno de la octava temporada.

Para los 100º episodios, Nicotero quería traer devoluciones del primer episodio del programa, "Days Gone Bye". La escena de Rick y Carl en la gasolina fue un intento de recreo tiro por golpe la primera escena de la serie, aunque con Carl y los zapatos de Rick para este episodio. Esto incluyó el secreto casting de Addy Miller, niña zombificada que Rick encontró en "Days Gone Bye" pero ahora es una adolescente, quien actuó en "Days Gone Bye" pero ahora una adolescente, actuando como una caminante con un atuendo similar. El papel de Miller en la escena fue filmado por separado del de Lincoln, y ella se mantuvo alejada de Lincoln durante el rodaje, ya que el equipo de producción temía que Lincoln lo estropeara si la reconocía.
Las escenas "flashforward" también fueron filmadas para reflejar a Rick despertando de su coma en "Days Gone Bye". Nicotero trajo de regreso a Joe Giles, uno de los actores que jugó un caminante que siguió a Rick en un autobús en Atlanta como uno de los caminantes utilizados por una atalaya del Salvador para este episodio. Otro easter eggs incluye a Carl usando la mochila de color naranja que él, Rick y Michonne recoge de un autoestopista muerto de la tercera temporada episodio "Clear", y Negan comenzó una conversación con Rick usando la línea "Déjame preguntarte algo, Rick", que Shane tenía se utiliza con frecuencia en las dos primeras temporadas de la serie.
La escena donde se reunieron los grupos combinados y los preparativos finales para el ataque usa un estilo de dirección que Nicotero llamó su momento Goodfellas, donde la cámara recorre varios grupos pequeños y retoma varias conversaciones a lo largo de todo, así como proporcionar algunos elementos visuales de narración de cuentos. Nicotero quería que esta escena hiciera que la audiencia se sintiera parte del grupo mientras transmitía mucha información al mismo tiempo.
Este episodio también presenta los brazaletes de colores para distinguir mejor a los residentes de cada una de las tres comunidades que participan en la lucha contra los salvadores. Los que luchan desde Alexandría tienen brazaletes blancos, mientras que los de la colonia Hilltop tienen bandas verdes y el reino tiene bandas naranjas.
En el "flashforward" del episodio, para un Rick mayor usa la canción "Another One Rides the Bus", por "Weird Al" Yankovic (una parodia de "Another One Bites the Dust" por Queen). Gimple quería una canción durante estas escenas que era discordante para el público y que sería algo en lo que estaría la hija de Rick, Judith, pero sería distintiva, parcialmente inspirada por un niño pequeño que estaba en la vida de Gimple que estaba obsesionado con la canción. Él no quería una canción "genial" para estas escenas, y sintió que con la música de Yankovic, "que no hay que preocuparse por nada", haciendo que la canción encajara perfectamente.
AMC invitó a un pequeño número de periodistas a ver la filmación de este episodio, que tuvo lugar en mayo de 2017.
El episodio fue dedicado a John Bernecker, un doble de acción que murió de un accidente durante el rodaje en julio de 2017 para el programa. También fue dedicado al cineasta George A. Romero, conocido como el padre del género zombi, que había muerto en julio de 2017. Gimple dijo que el éxito de "The Walking Dead" ' "Se debe una gran deuda a Romero".
Un concierto especial de dos horas  Talking Dead  se llevó a cabo en el Teatro en Los Ángeles tras la transmisión del episodio como parte de la celebración tanto del estreno de la temporada como del hito número 100 del episodio. Junto con el presentador Chris Hardwick, los veinte actores principales de la temporada y los presentadores estuvieron presentes junto con los actores que fueron anteriormente parte del elenco principal de la serie Sonequa Martin-Green (Sasha Williams), Emily Kinney (Beth Greene), Scott Wilson (Hershel Greene), IronE Singleton (T-Dog), y Michael Rooker (Merle Dixon), mientras que Steven Yeun (Glenn Rhee) y Sarah Wayne Callies (Lori Grimes) proporcionaron mensajes de video.

## Recepción

### Recepción crítica
"Mercy" recibió críticas positivas de los críticos, y varios críticos describieron el episodio como un regreso a la forma de la serie. En Rotten Tomatoes, tiene un 89% con una calificación promedio de 7,26 sobre 10, en base a 27 revisiones. El consenso del sitio dice: "Mercy" mezcla misteriosas secuencias de salto de tiempo con acción explosiva para crear un estreno más esperanzador que las temporadas anteriores de The Walking Dead.
Matt Fowler de IGN le dio al episodio un 7.3 /10, diciendo en su veredicto "Este fue un buen episodio de configuración, pero debido a que solo nos dieron las etapas iniciales de este conflicto, las apuestas se cayeron un poco ".

### Índices de audiencia
Las cifras iniciales de Nielsen audiencia estimaron que el estreno fue visto por 11,44 millones de espectadores con 6,5 millones en el grupo de edad de 18 a 49 años, los números más bajos que un episodio estreno de temporada de  The Walking Dead  tuvo en cinco años. Sin embargo, todavía era la programación más vista fuera de los juegos de NFL.